# Списак народних хероја: Ч и Џ
Списак народних хероја чија презимена почињу на слова Ч и Џ, за остале народне хероје погледајте Списак народних хероја:

### Ч
1. Маријан Чавић (1915–1941) за народног хероја проглашен 27. новембра 1953. године.[1][2]
2. Милош Чавић (1918–1942) за народног хероја проглашен 5. јула 1951. године.[3][4][5]
3. Ђуро Чагоровић (1904–1987) Орденом народног хероја одликован 27. новембра 1953. године.[6][7]
4. Руди Чајавец (1911–1942) за народног хероја проглашен 20. децембра 1951. године.[8][9][7]
5. Миодраг Чајетинац Чајка (1921–1943) за народног хероја проглашен 7. јула 1953. године.[9][10]
6. Милан Чакширан (1908–1943) за народног хероја проглашен 20. децембра 1951. године.[8][11][10]
7. Душан Чалић (1918–1993) Орденом народног хероја одликован 23. јула 1952. године.[1][10]
8. Михајло Чворо (1907–1942) за народног хероја проглашен 20. децембра 1951. године.[8][12][13]
9. Јусуф Чевро (1914–1941) за народног хероја проглашен 23. јула 1952. године.[14][15]
10. Здравко Челар (1917–1942) за народног хероја проглашен 7. августа 1942. године.[16][17][18]
11. Милован Челебић (1914–1943) за народног хероја проглашен 10. јула 1953. године.[17][19]
12. Милан Чесник (1920–1942) за народног хероја проглашен 27. новембра 1953. године.[20][19]
13. Тончка Чеч Олга (1896–1943) за народног хероја проглашена 21. јула 1953. године.[3][4]
14. Јандро Чипор (1902–1941) за народног хероја проглашен 27. новембра 1953. године.[а][14]
15. Јанко Чмелик (1905–1942) за народног хероја проглашен 25. октобра 1943. године.[22][23][24]
16. Родољуб Чолаковић (1900–1983) Орденом народног хероја одликован 27. новембра 1953. године.[25][24]
17. Саво Чоловић (1911–1944) за народног хероја проглашен 24. јула 1953. године.[26][27]
18. Стеван Чоловић (1910–1941) за народног хероја проглашен 14. децембра 1949. године.[28][29][27]
19. Јордан Чопела (1912–1942) за народног хероја проглашен 1. августа 1949. године.[б][30][23]
20. Богољуб Чукић (1913–1943) за народног хероја проглашен 13. марта 1945. године.[31][32][33]
21. Чедомир Чупић Љубо (1913–1942) за народног хероја проглашен 10. јула 1953. године.[26][34]

### Џ
1. Павле Џевер (1919–1943) за народног хероја проглашен 27. новембра 1953. године.[35][36]
2. Рагиб Џиндо (1923–1944) за народног хероја проглашен 5. јула 1951. године.[5][37][36]
3. Јусуф Џонлић (1920–1944) за народног хероја проглашен 20. децембра 1951. године.[8][38][39]
4. Живко Џувер (1912–1944) за народног хероја проглашен 13. јула 1953. године.[37][40]